# Direitos digitais
O termo direitos digitais descreve os direitos humanos que permitem aos indivíduos aceder, utilizar, criar e publicar meios digitais ou para aceder e usar os computadores, outros aparelhos eletrônicos ou redes de comunicações. O termo está particularmente relacionado à proteção e realização dos direitos existentes, tais como o direito à privacidade ou à liberdade de expressão, no contexto das novas tecnologias digitais, especialmente o acesso à Internet. A Internet é reconhecida como um direito pelas leis de vários países.
Há ainda os que designam esta área do Direito como "Direito Informático", "Direito Eletrônico", "Direito da Tecnologia da Informação", "Direito da Internet", ou ainda "Direito Cibernético", termos que parecem ter menor aceitação na comunidade acadêmica dos países lusófonos.

## Direitos humanos e Internet
Um número de direitos humanos foram identificados como importantes no que respeita à Internet. Estes incluem: a liberdade de expressão, proteção de dados e privacidade e liberdade de associação. Além disso, o direito à educação e multilinguismo, direitos do consumidor, e capacitação no contexto do direito ao desenvolvimento também foram identificados. Os direitos humanos têm sido chamados de "elo perdido" entre a tecnologia orientada e as abordagens orientadas valor à Internet.

## Acesso à Internet e a lei
Vários países adotaram leis que tornam o acesso à Internet um direito, exigindo ao Estado a garantia da disponibilidade de um amplo o acesso à Internet e / ou prevenção de situações de restrição injustificada do acesso individual à informação e à Internet:

## Carta dos Direitos da Internet da APC
A Carta de Direitos da Internet APC foi criada pela Associação para o Progresso das Comunicações (APC) na Europa Oficina APC Internet Direitos Humanos, realizada em Praga, em fevereiro de 2001.

## WSIS
Em dezembro de 2003, a Cimeira Mundial sobre a Sociedade da Informação (WSIS) foi convocada sob os auspícios da Organização das Nações Unidas (ONU).

## Panorama dos direitos digitais
Em 2005, o Open Rights Group do Reino Unido publicou um panorama geral dos direitos digitais, documentando a gama de organizações e de pessoas ativas pela causa da preservação de direitos digitais. O diagrama de grupos afins, indivíduos e páginas de internet por areas de interesse.

## Carta dos direitos da internet
A Aliança Dinâmica para uma Carta dos direitos da internet surgiu em preparação para a Cimeira Mundial de 2008 sobre a Sociedade da Informação (CMSI), no Rio, como parte do que a Aliança realizou um grande Fórum de Diálogo preparatória sobre os Direitos da Internet em Roma, em setembro de 2007.

## GNI
Em 29 de outubro de 2008, a Iniciativa de Rede Global (GNI) foi fundada em cima de seus "Princípios sobre a Liberdade de Expressão e de privacidade".

## Inquérito de opinião pública
Num inquérito a 27.973 adultos em 26 países, incluindo 14.306 usuários da Internet, foi realizado para o Serviço Mundial da BBC pela empresa internacional GlobeScan, com votação usando o telefone e entrevistas pessoais entre 30 de novembro de 2009 e 7 de fevereiro de 2010.

## Recomendações do Relator Especial da ONU
As 88 recomendações feitas pelo Relator Especial sobre a promoção e proteção do direito à liberdade de opinião e de expressão em um maio de 2011 relatório ao Conselho da Assembleia Geral das Nações Unidas de Direitos Humanos incluem vários que dão sobre a questão do acesso à Internet.

## Entrevista global
Em julho e agosto de 2012, a Internet Society realizou entrevistas on-line de mais de 10 mil usuários de internet em 20 países.
Alguns dos resultados relevantes para os direitos digitais e acesso à Internet estão resumidas abaixo.
| Pergunta | No. de Respostas | Respostas                                                                                        |
| --- | ---------------- | ------------------------------------------------------------------------------------------------ |
| Acesso à Internet deve ser considerado um direito humano básico.                                                                                     | 10 789           | 83% pouco ou concordam fortemente, 14% pouco ou discordo totalmente, 3% não sabe / não se aplica |
| Cada país tem o direito de governar a Internet da maneira que achar melhor.                                                                          | 10 789           | 67% pouco ou concordam fortemente, 29% pouco ou discordo totalmente, 4% não sabe / não se aplica |
| A Internet faz mais para ajudar a sociedade do que para prejudica-la.                                                                                | 10 789           | 83% pouco ou concordam fortemente, 13% pouco ou discordo totalmente, 4% não sabe / não se aplica |
| O aumento do controlo da Internet pelo governo iria diminuir o número de usuários.                                                                   | 9 717            | 57% pouco ou concordam fortemente, 39% pouco ou discordo totalmente, 5% não sabe / não se aplica |
| O aumento do controlo da Internet pelo governo iria aumentar o número de usuários.                                                                   | 9 717            | 40% pouco ou concordam fortemente, 52% pouco ou discordo totalmente, 8% não sabe / não se aplica |
| Os governos precisam colocar uma prioridade maior na expansão da Internet e seus benefícios no meu país.                                             | 10 789           | 83% pouco ou concordam fortemente, 11% pouco ou discordo totalmente, 5% não sabe / não se aplica |
| Para a Internet alcançar o seu pleno potencial no meu país as pessoas precisam ser capazes de acessar a Internet sem dados e restrições de conteúdo. | 10 789           | 79% pouco ou concordam fortemente, 17% pouco ou discordo totalmente, 4% não sabe / não se aplica |